# Löschwasserversorgung
Unter Löschwasserversorgung versteht man Vorrichtungen und Abläufe zur Bereitstellung von Wasser für den Brandschutz.
Grundsätzlich müssen Städte und Gemeinden zur Gewährleistung des Brandschutzes eine ausreichende Löschwasserversorgung für die Feuerwehren sicherstellen. Im Zuge der Privatisierung der öffentlichen Wasserwirtschaft wird diese Aufgabe meist durch Wasserversorgungsunternehmen wahrgenommen. Die Löschwasserversorgung erfolgt im Allgemeinen in Form einer zentrale Löschwasserversorgung, bei der das Wasserverteilungssystem der Trinkwasserversorgung um Entnahmestellen für Löschwasser, die Hydranten, ergänzt wird. Wo dies nicht in ausreichendem Maße möglich ist, werden Wasserentnahmestellen aus Bächen, Seen oder speziell angelegten Löschwasserbehältern bereitgestellt.
Es wird zwischen einer
- abhängigen Löschwasserversorgung, die durch die Hydranten der öffentlichen Wasserversorger bereitgestellt wird,

und einer
- unabhängigen Löschwasserversorgung, die nicht von einem Rohrleitungssystem abhängig ist

unterschieden.

## Abhängige Löschwasserversorgung

Hinweisschild auf einen Hydranten einer DN 300 Leitung der sich 1,1 Meter links und 8,4 Meter vor diesem Schild befindet.

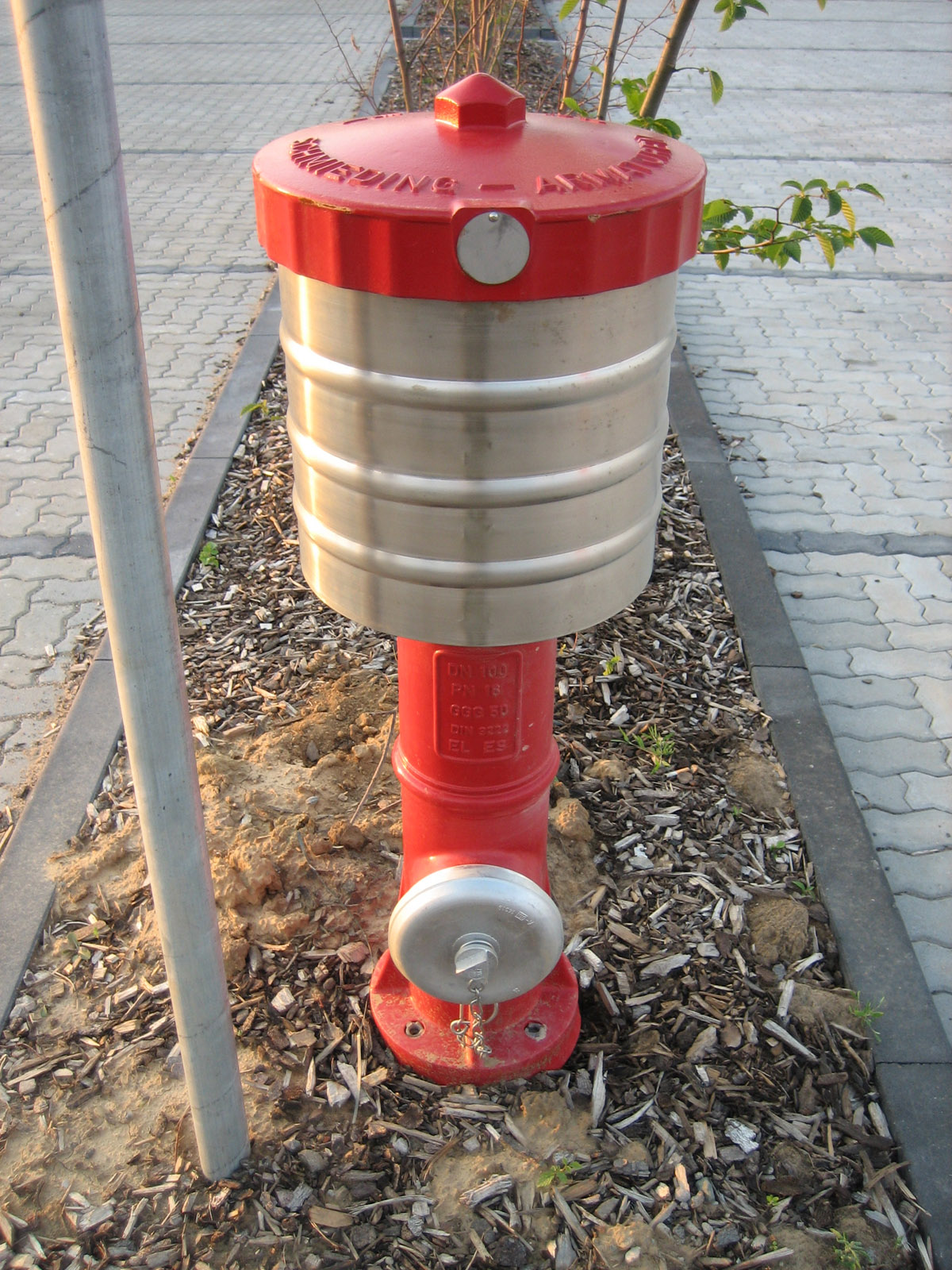
Überflurhydrant mit Fallmantel

Die Gemeinden stellen bei ihrer Trink- und Brauchwasserversorgung in dichten Abständen Wasserentnahmestellen in Form von Hydranten zur Verfügung. Die erforderliche Löschwassermenge beträgt in Abhängigkeit von baulicher Nutzung, Nutzungsdichte und der Gefahr der Brandausbreitung zwischen 24 und 192 m³/h.
Allerdings sind Wasserversorgungsunternehmen üblicherweise nicht gesetzlich verpflichtet, die erforderliche Löschwasservorhaltung ganz oder teilweise über das öffentliche Trinkwassernetz sicherzustellen. In Deutschland wird daher von den Wasserversorgungsunternehmen in Bezug auf die Löschwasservorhaltung regelmäßig auf das DVGW-Arbeitsblatt W 405 (Bereitstellung von Löschwasser durch die öffentliche Trinkwasserversorgung) verwiesen.
Die Abstände zwischen den Hydranten sollen gemäß DVGW und AGBF unter 150 m betragen.
Unternehmen können für ihren Betrieb in Deutschland, ähnlich wie in anderen Ländern, durch die jeweilige Kommune als Träger der Feuerwehr und auf Basis des jeweils geltenden Feuerwehrgesetz dazu verpflichtet werden auch auf dem Werksgelände eine vorgegebene Zahl an Hydranten vorzuhalten.
Die von der Feuerwehr zu erwartende Wassermenge, die ein Hydrant liefern kann, hängt vom Durchmesser und dem Wasserdruck der Wasserleitung, sowie von der Verlegung der Wasserleitungen (Ringleitung oder Verästelungs-/Stichleitung) ab. In Deutschland wird als Richtwert bei Unterflurhydranten von einer Ergiebigkeit von Durchmesser × 10 l/min, bei Überflurhydranten von Durchmesser × 15 l/min ausgegangen, wobei der Durchmesser in mm angegeben wird.
In Österreich ist die Löschwasserversorgung wie der gesamte Brandschutz durch Landesvorschriften geregelt. Empfehlungen gibt aber die ÖBFV-RL VB01.

### Löschwasserversorgung auf privaten Grundstücken
Auf vielen öffentlichen und gewerblichen Grundstücken ist die Löschwasserversorgung über Außen- und Wandhydranten sicherzustellen.
Soll die Löschwasserversorgung aus dem öffentlichen Netz bereitgestellt werden, kann es notwendig sein, einen gesonderten Liefervertrag mit dem Wasserversorger über bereitgestellte Menge und Druck im Brandfall abzuschließen. Hierfür sind auch Zisternen zugelassen.

#### Versorgungsarten
Vollversorgung
Bedingt durch versicherungs-, technische und hygienische Aspekte, wird die Löschwasserversorgung noch über das öffentliche Netz abgesichert (Trinkwasser-Vollversorgung).
Teilversorgung
Hauptsächlich wird die Löschwasserversorgung über die „Trinkwasser-Teilversorgung“ realisiert. Der Bauherr erhält vom Wasserversorger die vertragliche Zusage, Löschwasser in Höhe des angemeldeten Trinkwasserbedarfs (für Duschen, Waschmaschine etc.) bereitzustellen. Die zusätzlichen Wassermengen sind auf dem Grundstück zu bevorraten.
Amortisation von Löschwasseranlagen
Die Teilversorgung ermöglicht die Kombination von Löschwasserversorgung und Regenwassernutzung. Mit den gleichen Bauelementen mit denen die Löschwasserversorgung realisiert wird, wird zusätzlich die Regenwassernutzung betrieben. Der Bauherr spart Trinkwasser, Versickerungsanlage und nach örtlicher Gegebenheit die Versiegelungsgebühr.

#### Trennung vom öffentlichen Netz
Löschwasseranlagen mit Außen- und Wandhydranten (Typ F) dürfen in Deutschland aus hygienischen Gründen seit 1994 (TWIN 6) und 2002 DIN 1988-6 nicht mehr mit dem öffentlichen Trinkwassernetz verbunden sein. Ein Bestandsschutz für Altanlagen besteht aus hygienischer Sicht nicht.
Zur Absicherung einer Löschwasseranlage gegen das öffentliche Netz sind nur Trinkwasser-Trennstationen (Freier Auslauf) und Nass-Trockenstationen zulässig.

## Unabhängige Löschwasserversorgung

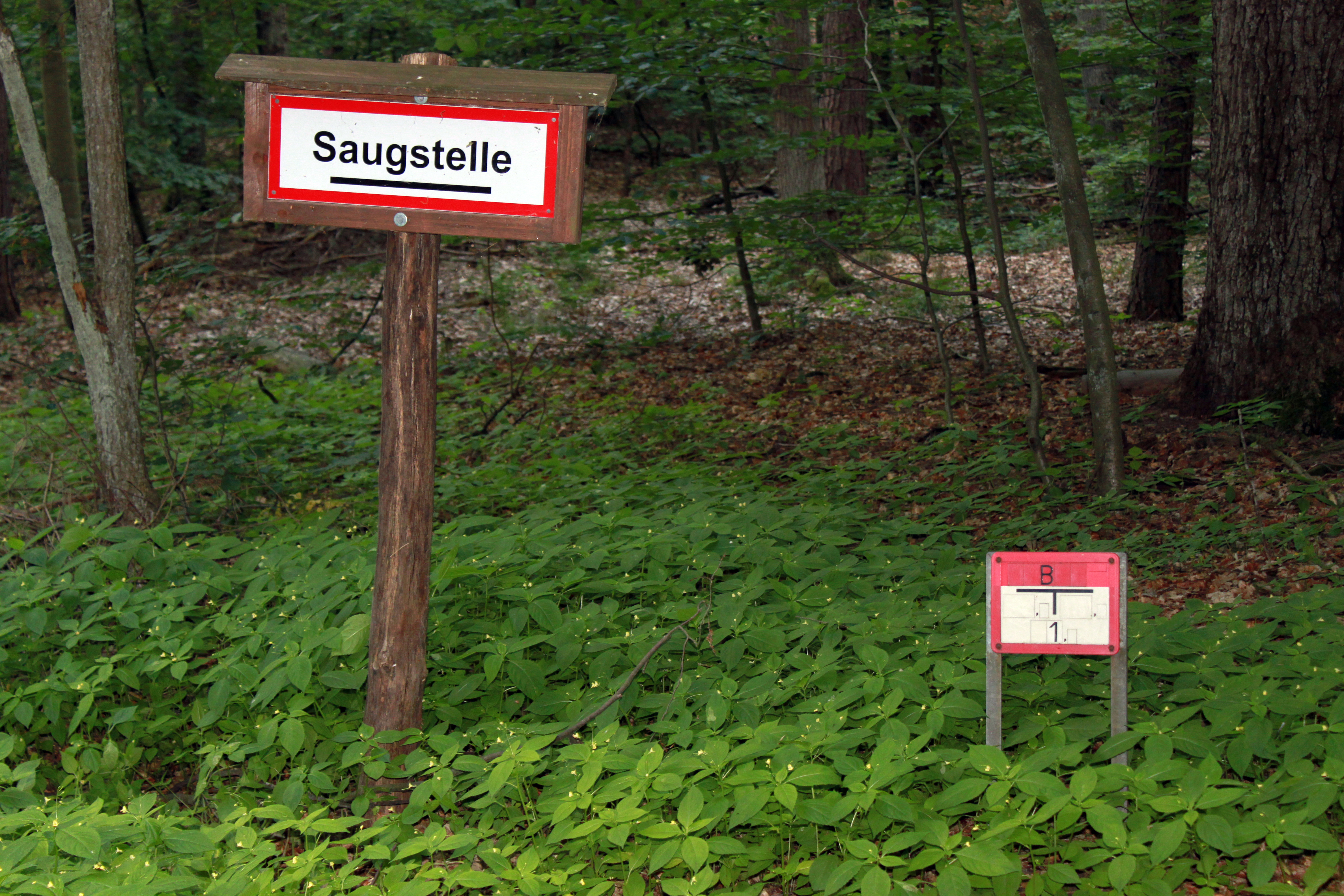
Saugstelle zur Löschwasserentnahme im Tegeler Forst, Berlin
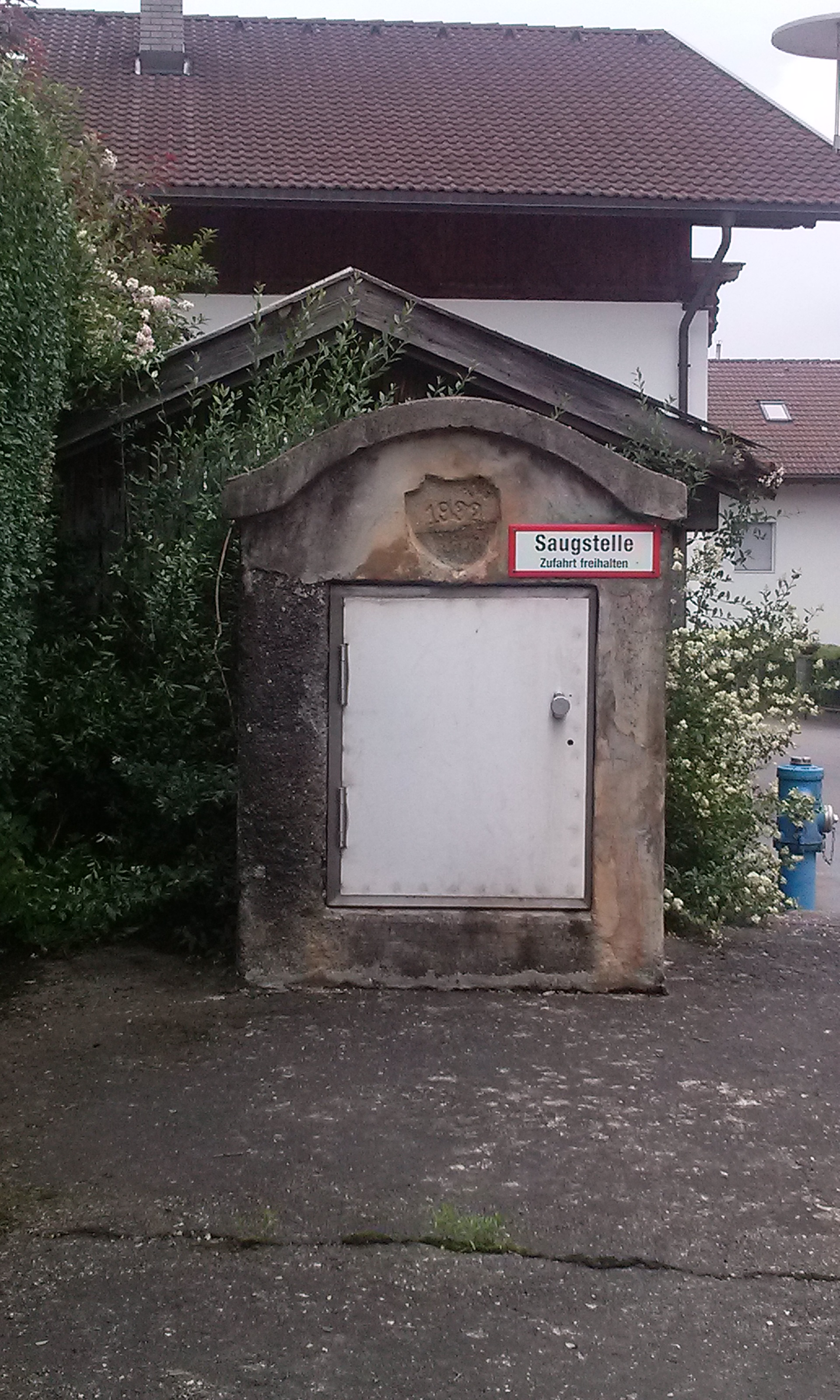
Umbaute Saugstelle in Götzens, Tirol, Österreich
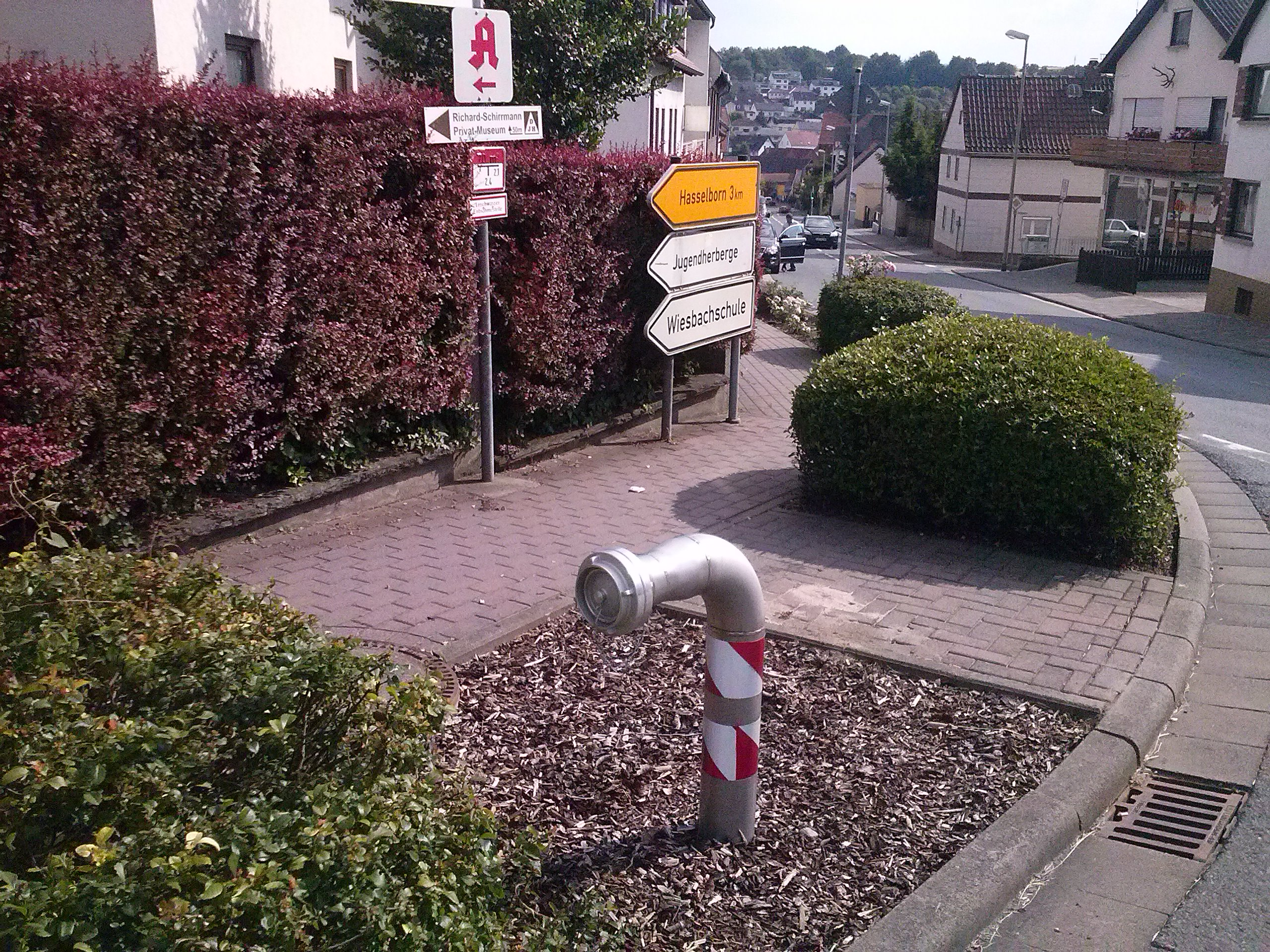
A-Saugstelle zur Löschwasserentnahme in Grävenwiesbach (Taunus) mit Hinweisschild und Volumenangabe
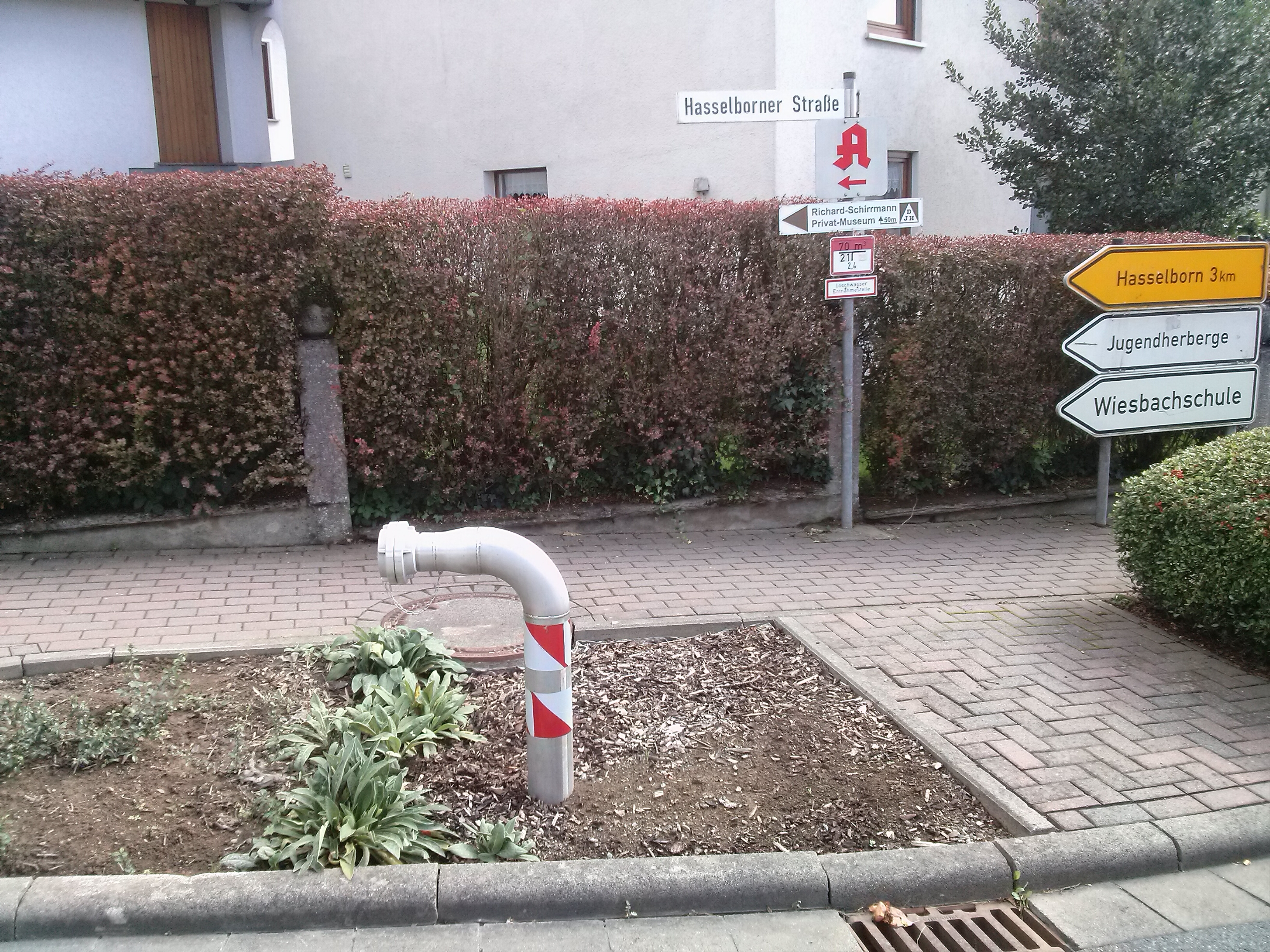
A-Saugstelle zur Löschwasserentnahme, jetzt mit korrigierter Entfernungsangabe
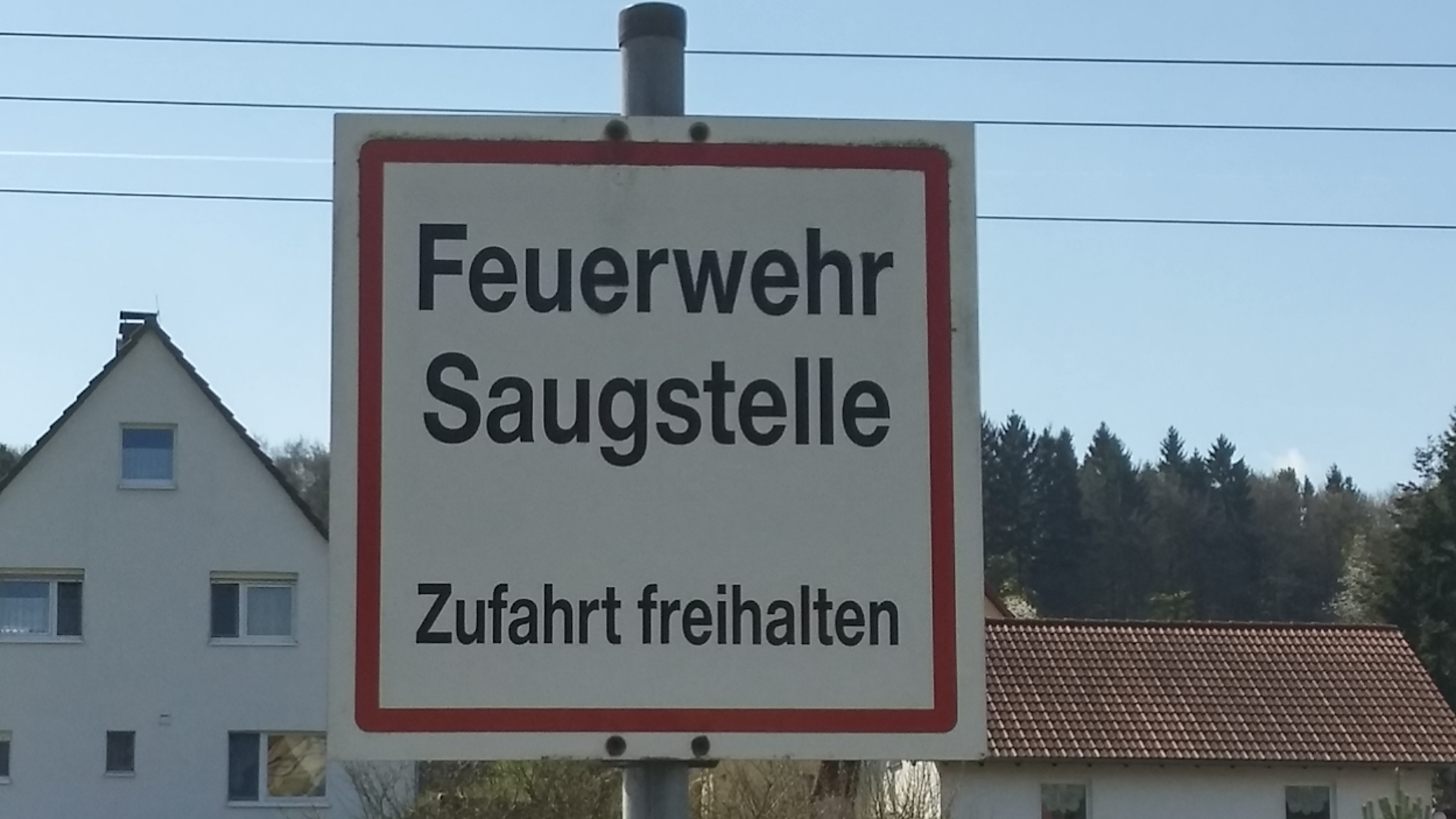
Saugstelle für die Feuerwehr in Herbstein, Vogelsbergkreis, Hessen
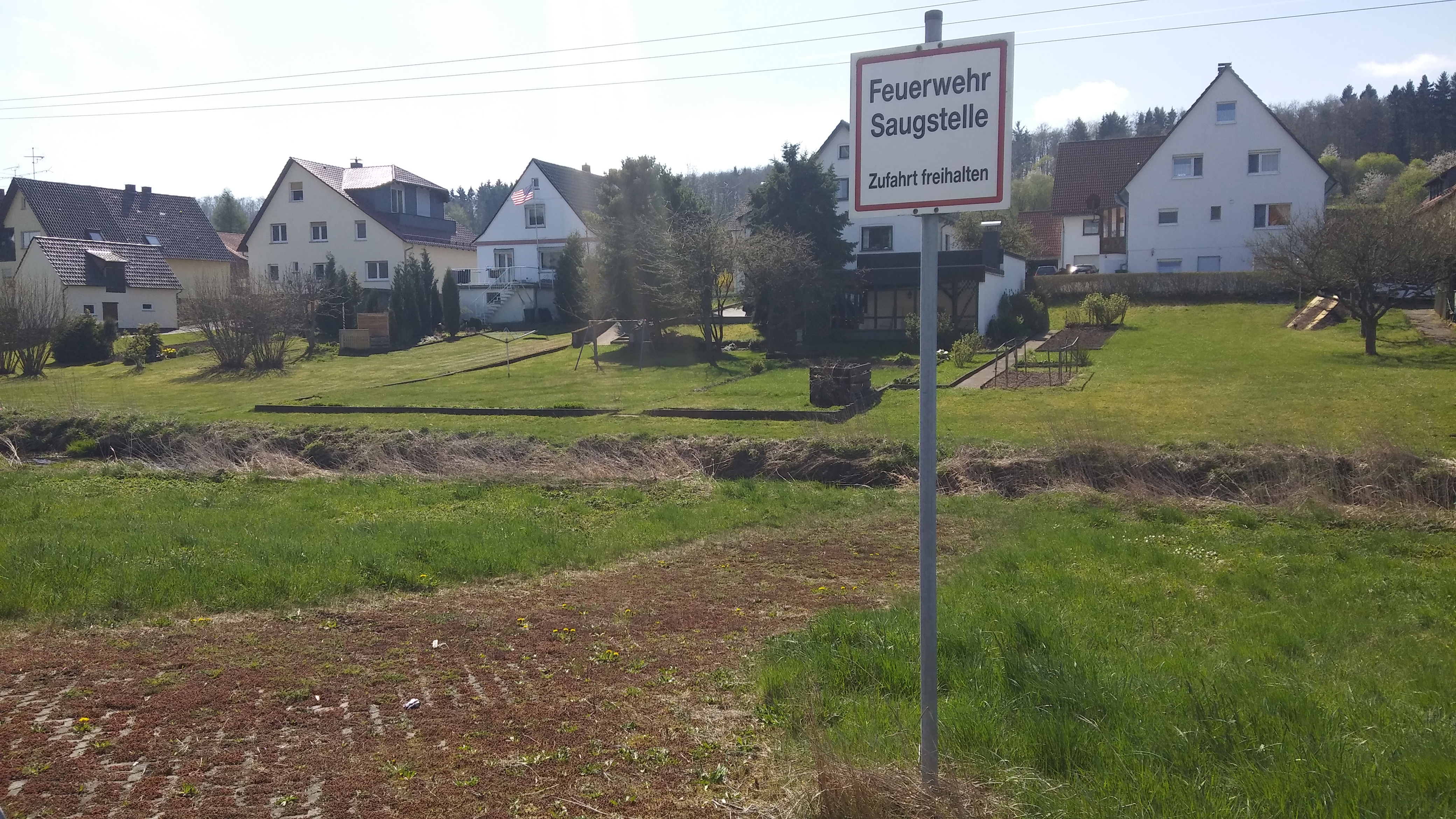
Befestigte Zufahrt zur Saugstelle für die Feuerwehr in Herbstein, Vogelsbergkreis, Hessen
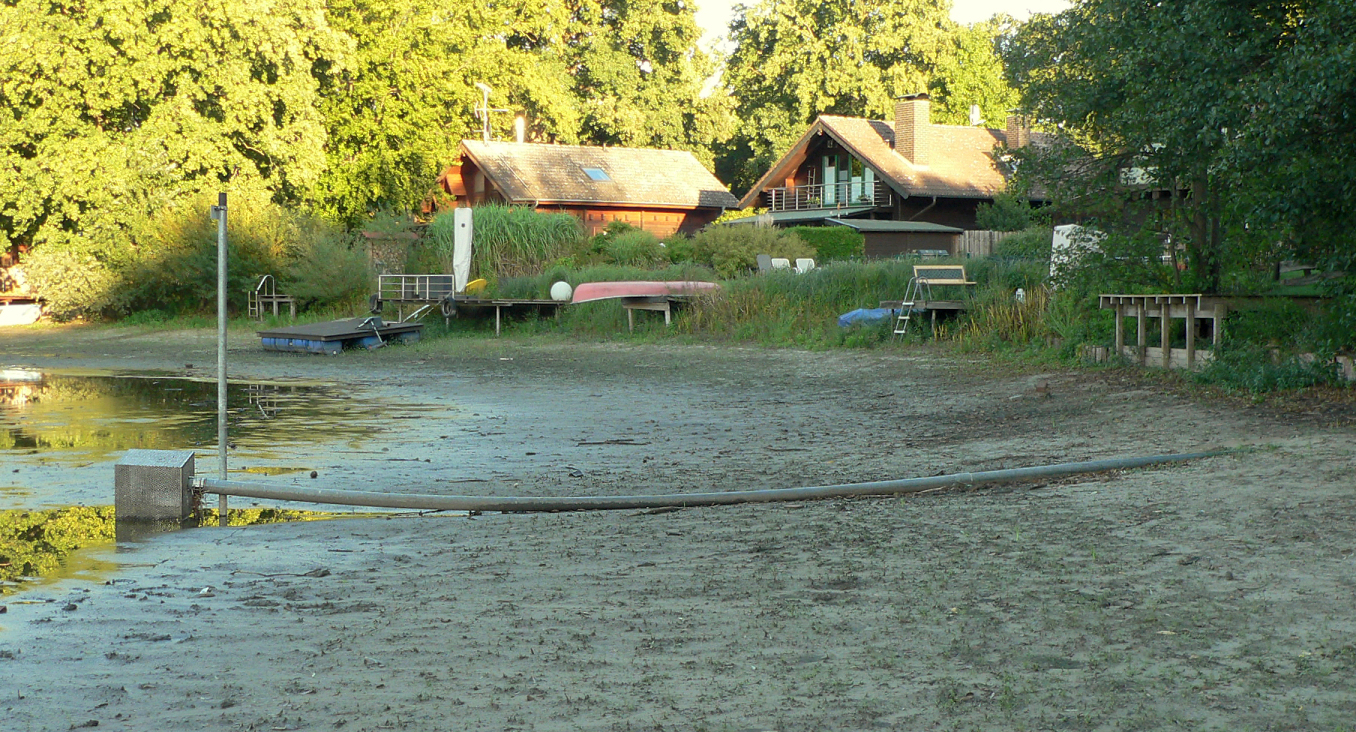
Saugrohr im ausgetrockneten Spreewaldseengebiet

Ist es durch die abhängige Löschwasserversorgung nicht möglich, eine ausreichende Wasserversorgung sicherzustellen, können Löschwasserentnahmestellen an vorhandenen Fließ- oder Stillgewässern durch die Gemeinde eingerichtet werden, oder Löschwasservorräte in speziell angelegten Teichen oder Zisternen bereitgestellt werden.
Da diese Wasserentnahmestellen unter Umständen nur einen begrenzten Vorrat an Löschwasser liefern können, werden sie in erschöpfliche und unerschöpfliche Löschwasserentnahmestellen eingeteilt.

### Erschöpfliche Löschwasserstellen
Erschöpfliche Löschwasserstellen haben nur einen begrenzten Wasservorrat. Dies können Löschwasserteiche, spezielle unterirdische Löschwasserbehälter (Zisternen) oder mobile Löschwasserbecken/-behälter sein.
In Deutschland müssen Löschwasserteiche eine Mindesttiefe von zwei Metern und ein Fassungsvermögen von mindestens 1000 m³ aufweisen und mit einem Saugschacht oder einem fest installierten Saugrohr versehen sein.
Zisternen werden nach ihrer Größe in „klein“ (75–150 m³), „mittel (150–300 m³)“ und „groß“ (>300 m³) eingeteilt.
Auch Staustufen in Bächen, deren Zulauf gering ist, zählen zu den erschöpflichen Wasserstellen.

### Unerschöpfliche Löschwasserstellen
Unerschöpfliche Löschwasserstellen liefern über einen längeren Zeitraum eine ausreichende Menge an Löschwasser. Zu ihnen zählen natürliche oder künstlich angelegte Wasserentnahmestellen an offenen Gewässern („Saugstellen“), wie Flüssen, Bächen oder Seen, sofern sie zu jeder Jahreszeit die Wasserentnahme garantieren, also im Sommer nicht austrocknen und im Winter nicht einfrieren. Die befestigten Zufahrten müssen bei jedem Wetter von Fahrzeugen mit einer Achslast von 10 t befahren werden können und die Löschwasserstelle muss auch bei Frost unverzüglich benutzbar sein. Die Saughöhe soll möglichst niedrig gehalten werden und 5 m nicht überschreiten. Die Tauchtiefe (Überdeckung des Saugkorbes) muss bei einem Wasserdurchfluss von 800 l/min etwa 30 cm und bei 1600 l/min mindestens 50 cm betragen.
Auch die Entnahme aus dem Grundwasser kann über spezielle Löschwasserbrunnen erfolgen, hier ermöglicht das nachfließende Grundwasser eine länger andauernde Wasserentnahme.

### Kennzeichnung der verschiedenen Löschwasserstellen in Deutschland

Löschwasserbrunnen nach DIN 4066 B1 (mit Positionsangabe)
Löschwasserbrunnen mit integrierter Tiefpumpe (mit Positionsangabe)
Saugstelle (mit Positionsangabe)
Saugstelle
Hinweisschild auf eine Löschwasserzisterne (mit Volumenangabe)

Eine Beschreibung, wie diese Schilder zu beurteilen sind, ist unter Hinweisschilder zu Straßeneinbauten zu entnehmen.

## Weitere Unterteilungen
Man kann die Löschwasserversorgung aber auch nach der Richtung des Löschzieles unterteilen. So unterscheidet man unter:
- Löschwasserversorgung für den Grundschutz: In Deutschland hat für den Grundschutz immer die Kommune aufzukommen.
- Löschwasserversorgung für den Objektschutz: Für den Objektschutz kann es vom Risiko abhängig sein, ob dieser von der Kommune oder vom Betreiber, durch den das Risiko entsteht, zu tragen ist.[8]

## Löschwasserversorgung als Pflicht der Gemeinden
Grundsätzlich ist die Löschwasserversorgung eine Aufgabe der Gemeinde; in manchen Bundesländern fehlen hierfür aber ausdrückliche gesetzliche Regelungen.
Oftmals wird diese Aufgabe jedoch durch privatisierte Wasserversorgungsunternehmen wahrgenommen. In den Bundesländern existieren hierzu verschiedenste Regelungen. In den meisten Ländern ist es demnach auch erforderlich, dass bei der öffentlichen Wasserversorgung durch private Wasserversorgungsunternehmen, sofern diese nicht auch die Löschwasserversorgung ausdrücklich umfasst, auch ein Konzessionsvertrag geschlossen wird, in dem ausdrücklich die Löschwasserversorgung vereinbart wird.
| Bundesland             | feuerwehrrechtliche Zuständigkeit und Pflicht | wasserrechtliche Zuständigkeit und Pflicht | Besonderheiten |
| ---------------------- | --- | --- | --- |
| Baden-Württemberg      | § 3 Abs. 1 Satz 1 und 2 Feuerwehrgesetz Baden-Württemberg (FwG BW): Die Gemeinde ist verpflichtet eine ständige Löschwasserversorgung sicherzustellen § 3 Abs. 3 Satz 1 FwG BW: Der Bürgermeister kann Besitzer und Eigentümer bestimmter Anlagen und Grundstücke verpflichten eine Löschwasserversorgung zu errichten und zu unterhalten.                                                                     | § 44 Abs. 1 Satz 1 Wassergesetz Baden-Württemberg (WasserG BW): Grundsätzlich obliegt die öffentliche Wasserversorgung der Gemeinde. Die Gemeinde kann die Organisationsform jedoch frei wählen, soweit und solange die Versorgung gewährleistet werden kann, § 44 Abs. 1 Satz 2 WasserG BW. § 43 Abs. 3 Satz 3 WasserG BW: Hierin ist ausdrücklich geregelt, dass das Wasser mit ausreichend Druck zur Verfügung gestellt werden muss, sodass dieses im Bedarfsfall auch als Löschwasserversorgung genutzt werden kann. | Durch den § 44 Abs. 3 Satz 3 WasserG BW wird ein systematischer Zusammenhang zwischen der öffentlichen Wasserversorgung und der Löschwasserversorgung. |
| Bayern                 | Art. 1 Abs. 2 Bayerisches Feuerwehrgesetz (BayFwG): Die Gemeinde ist verpflichtet eine ständige Löschwasserversorgung sicherzustellen. Art. 57 Abs. 1 Satz 1 Bayerische Gemeindeordnung (BayGO): Nebst Trinkwasserversorgung (Art. 57 Abs. 2 BayGO) ist die Gemeinde auch zur Sicherung der Löschwasserversorgung verpflichtet.                                                                                | Keine. | Nach einer Ansicht soll bei der Übertragung der Pflicht zur Versorgung mit Trinkwasser auf einen Zweckverband oder auf Verwaltungsgemeinschaften auch die Pflicht zur Sicherung der Löschwasserversorgung übergehen, nicht aber bei einer Übertragung auf Wasser- und Bodenverbände. Eine Rechtsprechung vom August 1987 geht allerdings im Bezug auf Zweckverbände vom Gegenteil aus. |
| Berlin                 | Keine. | Aus § 37a Abs. 1 Wassergesetz Berlin (WasserG BE) und § 3 Abs. 5 Nr. 1 Berliner Betriebe Gesetz (BerlBG) ergibt sich, dass das Land Berlin für die öffentliche Wasserversorgung zuständig ist. Diese Aufgabe wird durch die Berliner Wasserbetriebe wahrgenommen. Offen bleibt hierbei, ob hierzu auch die Löschwasserversorgung zählt. | Keine. |
| Brandenburg            | § 3 Abs. 1 Brandenburgisches Brand- und Katastrophenschutzgesetz (BbgBKG): Die Gemeinden müssen eine angemessene Löschwasserversorgung gewährleisten. § 3 Abs. 1 BbgBKG: Die Gemeinden müssen auch die angemessene Löschwasserversorgung bestimmen. § 14 Abs. 1 Satz 3, Abs. 2 BbgBKG: Die Gemeinden können Besitzer Eigentümer und sonstige Nutzungsberechtigte verpflichten Löschmittel vorzuhalten.         | § 59 Brandenburgischen Wassergesetz (BbgWasserG): Die öffentliche Wasserversorgung ist Aufgabe der Gemeinde. Innerhalb der brandenburgischen Rechtsprechung ist umstritten, ob diese Regelung auch die Pflicht zur Wasserversorgung enthalte. | Keine. |
| Bremen                 | § 6 Abs. 4 Satz 1 Bremisches Hilfeleistungsgesetz (BremHG): Die Stadt hat eine angemessene Löschwasserversorgung sicherzustellen. § 4 Abs. 4 3 und § 4 Abs. 5 und § 6 Abs. 4 Satz 2 BremHG: Die Stadt kann Eigentümer, Besitzer und Betreiber verpflichten weitere Löschmittel vorzuhalten und zu unterhalten.                                                                                                 | Keine. | Keine. |
| Hamburg                | Aus dem Hamburgischen Feuerwehrgesetz (FwG HH) ergibt sich keine ausdrückliche Zuständigkeit für die Löschwasserversorgung. § 6 Abs. 6 FwG HH geht davon aus, dass eine öffentliche Löschwasserversorgung existiert. § 6 Abs. 3 FwG HH: Eigentümer, Besitzer und Betreiber baulicher Anlagen können verpflichtet werden, ausreichend Löschmittel vorzuhalten.                                                  | Keine. | Keine. |
| Hessen                 | § 3 Abs. 4 Nr. 4 Hessisches Brand- und Katastrophenschutzgesetz (HBKG): Die Gemeinde hat für eine angemessene Löschwasserversorgung zu sorgen. § 45 Abs. 2 und 3 HBKG: Eigentümer, Besitzer und sonstige Nutzungsberechtigte können verpflichtet werden, eine ausreichende Löschwasserversorgung sicherzustellen. Solange die Verpflichtung noch nicht geschehen ist, ist die Gemeinde weiterhin verpflichtet. | § 30 Abs. 1 Satz 1 Hessisches Wassergesetz (HWG): Die Gemeinden sind zur Sicherstellung der öffentlichen Wasserversorgung verpflichtet. § 30 Abs. 2 Satz 1 HWG: Diese Verpflichtung kann auch übertragen werden. | § 30 Abs. 2 Satz 2 HWG: Die Übertragung der Verpflichtung der Wasserversorgung umfasst nicht die Pflicht zur Löschwasserversorgung gem. § 3 Abs. 4 Nr. 4 HBKG. Hierfür ist eine ausdrückliche (vertragliche) Vereinbarung notwendig. |
| Mecklenburg-Vorpommern | § 2 Abs. 2 Satz 2 Nr. 4 Satz 1 Brandschutz- und Hilfeleistungsgesetz Mecklenburg-Vorpommern (MVBrSchG): Die Gemeinde hat die Löschwasserversorgung sicherzustellen. § 2 Abs. 2 Satz 2 Nr. 4 Satz 2 MVBrschG: Eigentümer, Besitzer oder Nutzungsberechtigte können verpflichtet werden für eine besondere Löschwasserversorgung Sorge zu tragen.                                                                | § 43 Abs. 1 Satz 1 Wassergesetz des Landes Mecklenburg-Vorpommern (LWaG): Die Gemeinden haben im Rahmen der Selbstverwaltung in ihrem Gebiet die Bevölkerung und die gewerblichen und sonstigen Einrichtungen ausreichend mit Trink- und Brauchwasser zu versorgen, soweit diese Verpflichtung nicht auf andere Körperschaften des öffentlichen Rechts übertragen wurde. § 43 Abs. 2 Satz 1 LWaG: Die zur Wasserversorgung Verpflichteten können die Aufgaben nach Absatz 1 oder deren Durchführung auf andere Körperschaften des öffentlichen Rechts übertragen und sich Dritter bei der Erfüllung ihrer Aufgaben bedienen. Es ist nicht ausdrücklich geregelt, ob die öffentliche Wasserversorgung auch die Löschwasserversorgung beinhaltet. | Keine. |
| Niedersachsen          | § 2 Abs. 1 Satz 3 Nr. 2 Niedersächsisches Brandschutzgesetz (NBrandschG): Die Gemeinde hat für eine Grundversorgung mit Löschwasser zu sorgen. § 2 IV 1 Nr. 1 und 2 NBrandschG: Baurechtlich verantwortliche Personen können zur Vorhaltung von Löschmittel verpflichtet werden. | Keine. | Keine. |
| Nordrhein-Westfalen    | § 3 Abs. 2 Satz 2 Brand- und Katastrophenschutzgesetz Nordrhein-Westfalen (BHKG NRW): Die Gemeinde hat für eine angemessene Löschwasserversorgung zu sorgen. § 3 Abs. 2 Satz 3: Eigentümer, Besitzer und sonstige Nutzungsberechtigte können zur Vorhaltung einer besonderen Löschwasserversorgung verpflichtet werden.                                                                                        | § 38 Abs. 1 Wassergesetz Nordrhein-Westfalen (WasserG NRW): Die Gemeinden sind für die öffentliche Wasserversorgung zuständig, welche auch die „Vorhaltung von Anlagen zur Sicherstellung einer […] angemessenen Löschwasserversorgung“ beinhaltet. § 38 Abs. 1 Satz 2 WasserG NRW: Diese Pflicht kann auch auf Dritte übertragen werden. | Keine. |
| Rheinland-Pfalz        | Das Brand- und Katastrophenschutzgesetz Rheinland-Pfalz (BKG RLP) enthält keine ausdrückliche Zuständigkeitsregelung. § 31 Abs. 2 Nr. 2, Abs. 3 BKG RLP: Eigentümer, Besitzer und sonstige Nutzungsberechtigte können verpflichtet werden ausreichend Löschmittel oder besondere Löschmittel vorzuhalten. | § 48 Abs. 1 Satz 2 Nr. 2 Wassergesetz Rheinland-Pfalz (WasserG RLP): Die Gemeinde ist für die öffentliche Wasserversorgung zuständig, wozu auch ausdrücklich die Löschwasserversorgung gehört. Probleme ergeben sich in Rheinland-Pfalz, wenn eine Ortsgemeinde oder ein Landkreis Träger der Wasserversorgung ist. | § 31 Abs. 5 BKG RLP: Eigentümer, Besitzer oder sonstige Nutzungsberechtigte von abgelegenen baulichen Anlagen, die nicht an eine öffentliche Wasserversorgung angeschlossen sind, müssen ausreichend Löschmittel bereitstellen. |
| Saarland               | § 3 Abs. 4 Nr. 3 Saarländisches Brand- und Katastrophenschutzgesetz (SBKG): Die Gemeinde hat für eine dem örtlichen Bedarf angemessene Löschwasserversorgung zu sorgen. § 33 Abs. 2 Satz 3 Nr. 2, Abs. 3 SBKG: Eigentümer, Besitzer und sonstige Nutzungsberechtigte können verpflichtet werden ausreichend Löschmittel vorzuhalten.                                                                           | Keine. | § 33 Abs. 4 SBKG: Eigentümer, Besitzer oder sonstige Nutzungsberechtigte von abgelegenen baulichen Anlagen, die nicht an eine öffentliche Wasserversorgung angeschlossen sind, müssen ausreichend Löschmittel bereitstellen. |
| Sachsen                | § 6 Abs. 1 Nr. 4 Sächsisches Brand- und Katastrophenschutzgesetz (SächsBRKG): Die Gemeinde ist für die Sicherstellung der Löschwasserversorgung zuständig. § 55 Abs. 3 Nr. 2 SächsBRKG: Eigentümer, Besitzer und sonstige Nutzungsberechtigte können verpflichtet werden ausreichend Löschmittel vorzuhalten.                                                                                                  | Keine. | § 55 Abs. 3 Nr. 4 SächsBRKG: Eigentümer, Besitzer oder sonstige Nutzungsberechtigte von abgelegenen baulichen Anlagen müssen eine ausreichende Löschwasserversorgung sicherstellen. |
| Sachsen-Anhalt         | § 3 Abs. 2 Satz 1 Nr. 1 Brandschutzgesetz Sachsen-Anhalt (BrSchG LSA): Die Gemeinde ist für die ausreichende Löschwasserversorgung zuständig. | Keine. | Keine. |
| Schleswig-Holstein     | § 2 Brandschutzgesetz Schleswig-Holstein (BrSchG SH): Die Gemeinde hat für eine ausreichende Löschwasserversorgung zu sorgen. | Keine. | Keine. |
| Thüringen              | § 3 Abs. 1 Nr. 4 Thüringisches Brand- und Katastrophenschutzgesetz (ThürBKG): Die Gemeinde hat die Löschwasserversorgung sicherzustellen. § 41 Abs. 2 Nr. 3: ThürBKG: Eigentümer, Besitzer und Betreiber von baulichen Anlagen können verpflichtet werden ausreichend Löschmittel vorzuhalten. | Keine. | § 41 Abs. 5 ThürBKG: Eigentümer, Besitzer oder sonstige Nutzungsberechtigte von abgelegenen baulichen Anlagen, die nicht an eine öffentliche Löschwasserversorgung angeschlossen sind, können von der Gemeinde verpflichtet werden, ausreichende Löschmittel bereitzustellen. |